# Chlorophyllum molybdites
Chlorophyllum molybdites, también conocido como parasol falso, lepiota de esporas verdes y vomitador, es una especie de hongo venenoso extendido alrededor del mundo. Produce síntomas gastrointestinales severos de vómitos y diarrea, comúnmente se confunde con Chlorophyllum rhacodes o Coprinus comatus.

## Características
Es un hongo imponente con un sombrero que va de 8 a 30 cm de diámetro, semiesférico y con la parte superior aplanada. El sombrero es de color blanquecino con escamas parduscas gruesas. Las láminas son libres y blancas, usualmente se vuelven oscuras y verdes con la madurez. Tiene una rara impresión de esporas verdes. El pie varía de 5 a 30 cm de altura y lleva un anillo de doble filo.

## Distribución y hábitat
Chlorophyllum molybdites crece en céspedes y parques en regiones templadas y subtropicales de todo el mundo. Los cuerpos fructíferos generalmente aparecen después de las lluvias de verano y otoño.

## Galería

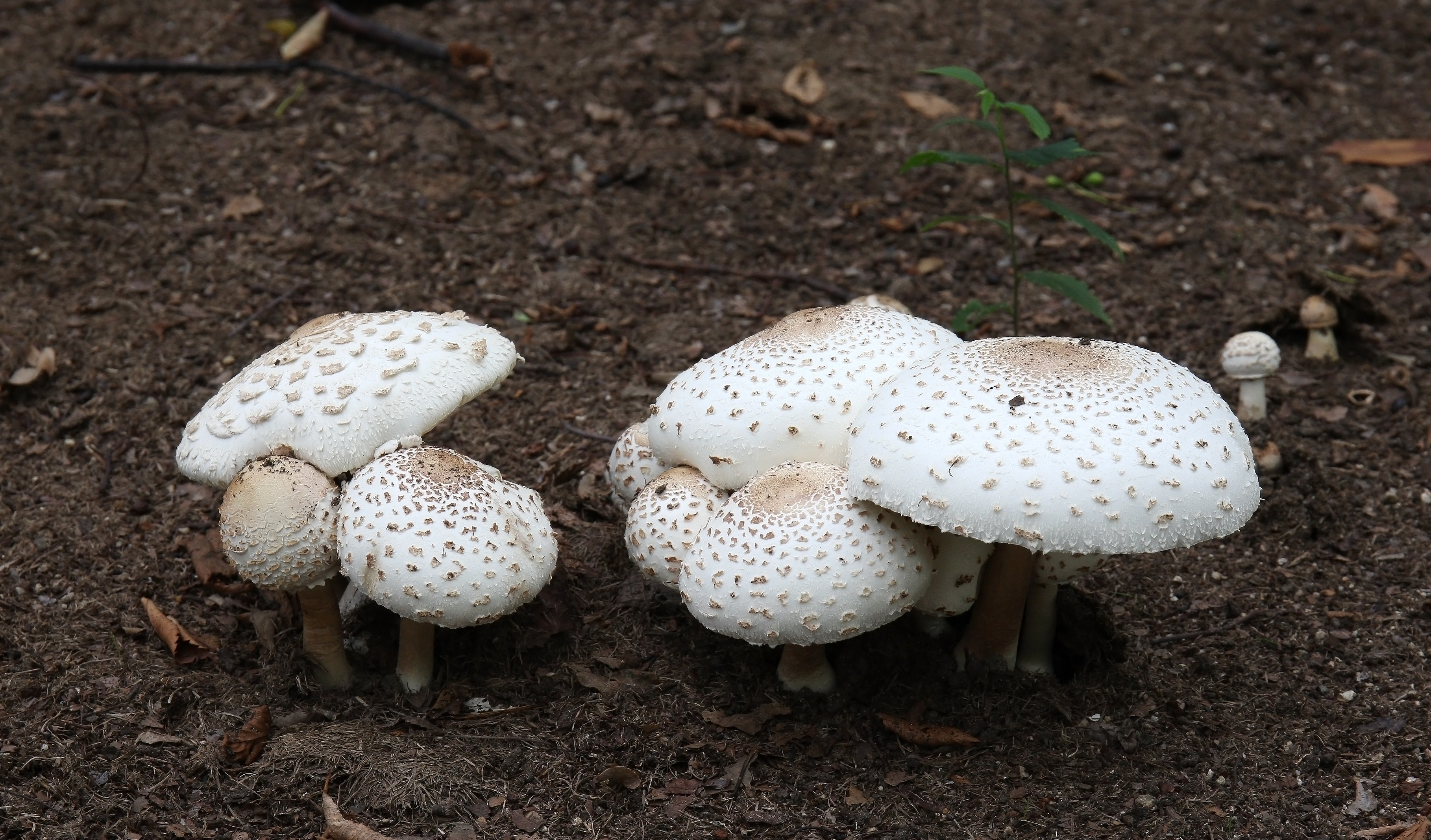
En Osaka
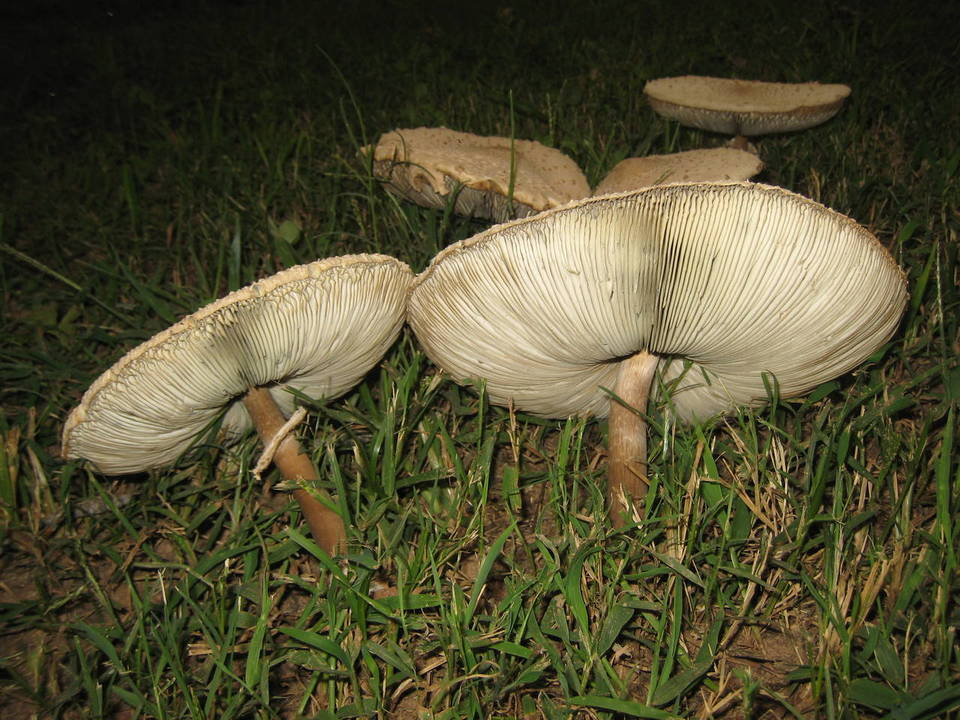
Chlorophyllum molybdites
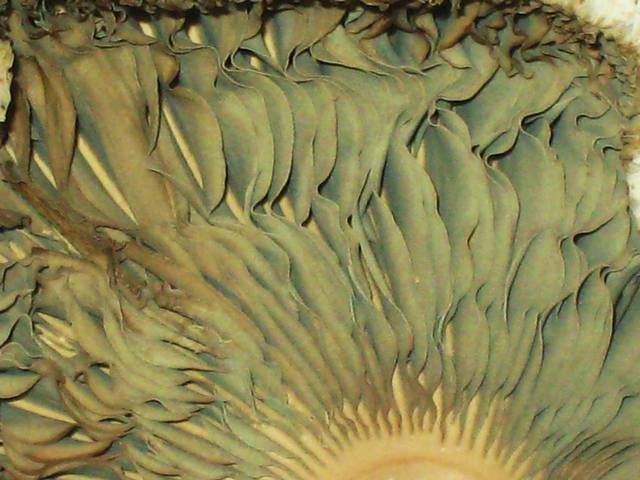
Chlorophyllum molybdites
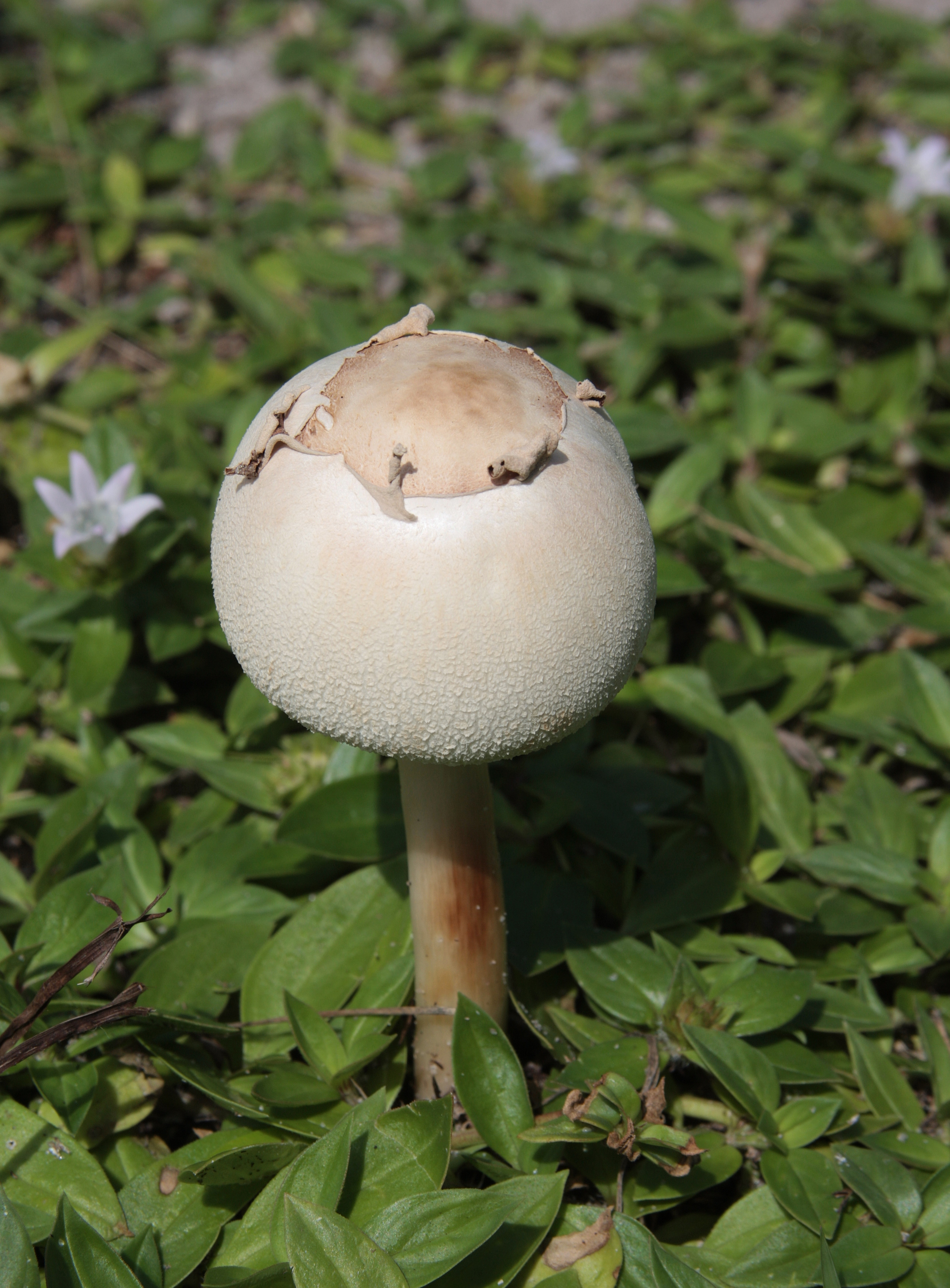
Un hongo parasol falso joven
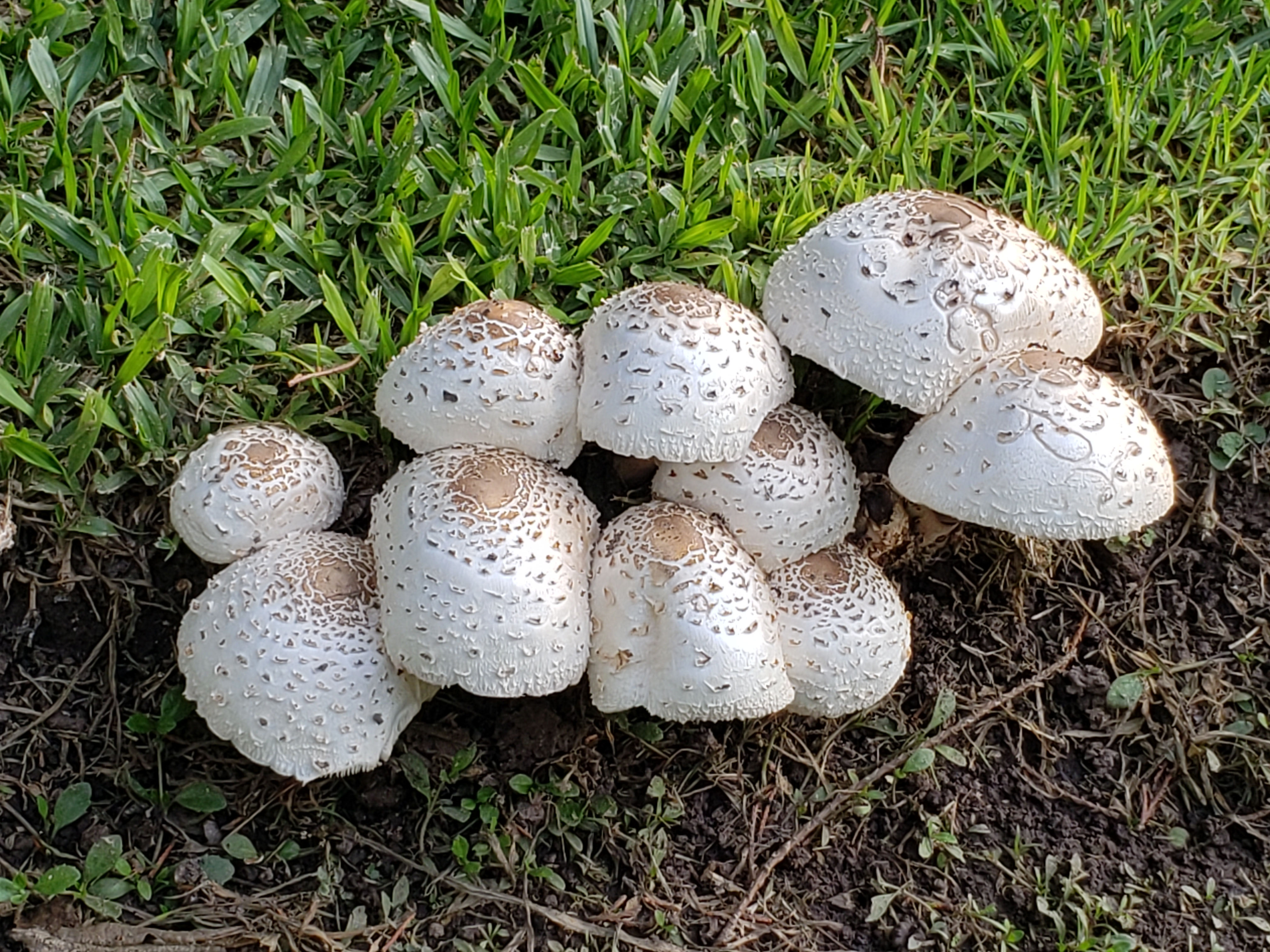
Chlorophyllum molybdites, Escobar, Provincia de Buenos Aires, Argentina
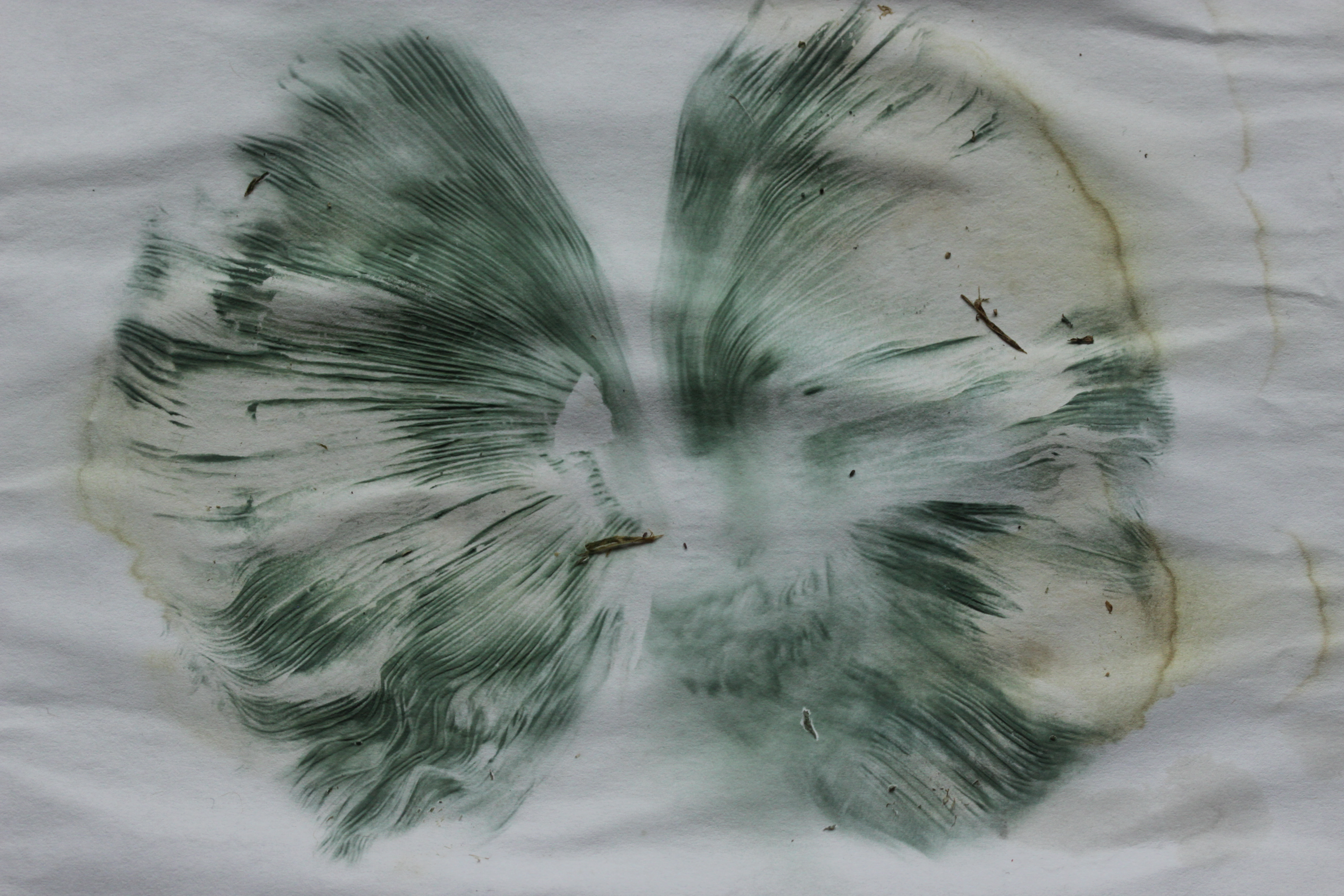
Impresión de esporas de Chlorophyllum molybdites mostrando su color verde